# Arcano
Un arcano es algo muy difícil de conocer por ser recóndito, secreto o reservado. Por lo tanto, un arcano lo es, al menos en parte, por acción directa de algún grupo humano o voluntad divina.

## Arcanos contemporáneos

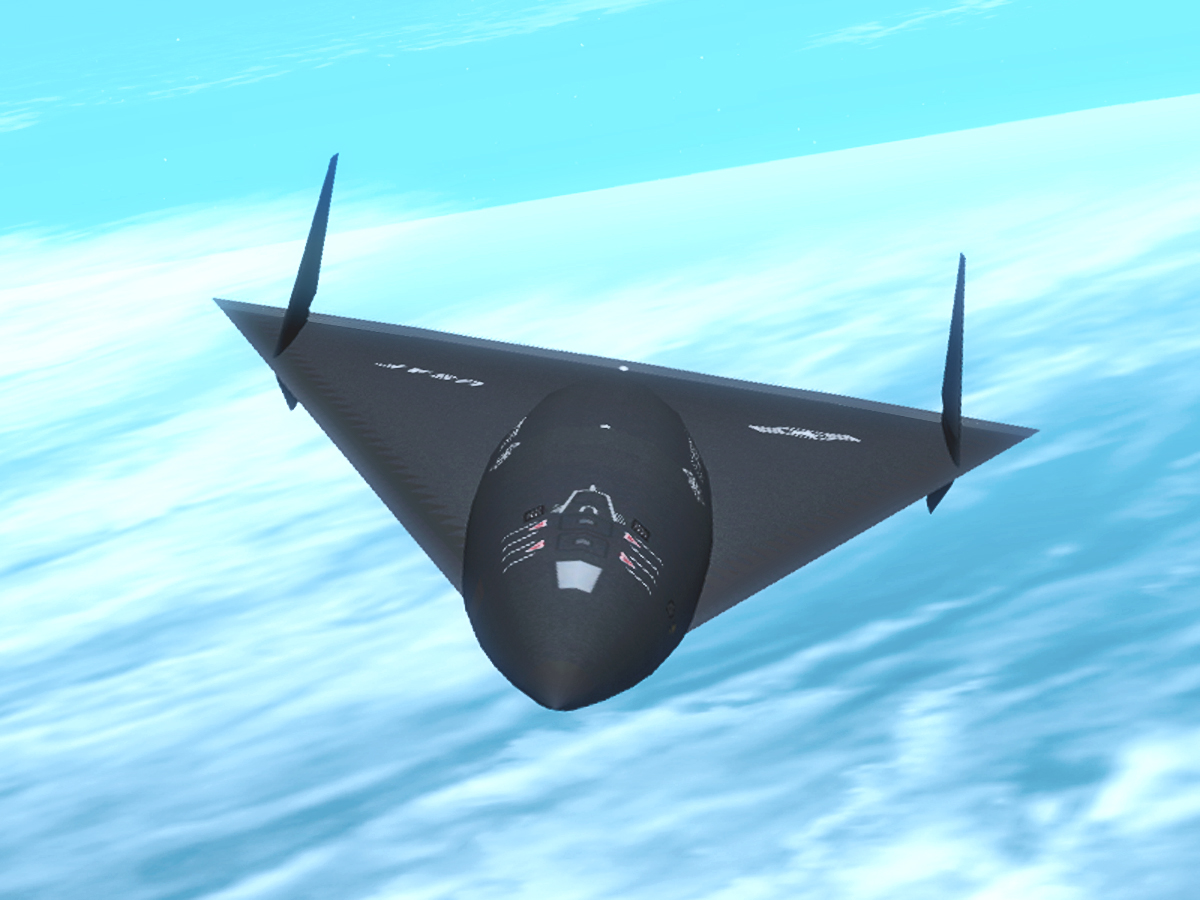
El presunto Proyecto Aurora es un arcano por lo secreto de su presunta existencia y lo recóndito de la base donde supuestamente se probaría.

Un arcano tradicional refiere a algunas cuestiones militares, entre ellas quizá la más conocida por el público en general es lo que se prueba en algunas de las áreas de la base de Nellis, en concreto la 51, cerca de Groom Lake, en Nevada. Las prohibiciones para entrar y la gran extensión de la base, sólo en 1995 se compraron 4000 acres de terreno para ampliar el perímetro de dicha área (Sagan, 1997, p. 114), hace del lugar un sitio recóndito y todo lo que se prueba allí queda muy oculto, el terreno está rodeado por cadenas de colina y montañas.
Siguiendo la línea anterior, otro arcano es la existencia, aunque sólo fuese como prototipo, del avión denominado Proyecto Aurora. De dicho avión se tuvieran las primeras pistas de su existencia, ya sea en fase de anteproyecto o proyecto, en los presupuesto fiscales estadounidenses de 1985; cuando se le asignaban bajo el epígrafe Proyecto Aurora a Lockheed, predecesora de la Lockheed Martin, la suma de 1.200 millones de dólares, una cantidad muy elevada para aquella época (Guerrero, 1985, p. 6). De este presunto aparato se escribió (Sagan, 1997, p. 115):

Si existe, es asombroso que se haya intentado encubrir oficialmente su existencia, que el secreto pueda ser tan efectivo y que el avión pueda ser probado o repostar en todo el mundo sin que se publique unas sola fotografía o una prueba fehaciente. Por otro lado, si la Aurora no existe, es asombros que se haya propagado un mito de manera tan vigorosa y haya llegado tan lejos.

## Arcanos del tarot
La baraja del tarot contiene varios arcanos, caso de los arcanos mayores conocidos en el siglo XV como cartas de triunfo, desde su creación a finales del siglo XVIII, 1781.
Inicialmente, los triunfos en la baraja se utilizaban como cartas de poderes especiales, por ejemplo para cambiar la dirección del juego, posteriormente dichas cartas se englobaron en un quinto palo y se le cambió el nombre por el de Arcanos mayores. No se ha podido recabar información sobre cuándo se realizó el cambio ni quién o quiénes fueron los innovadores.